# Estêvão III da Moldávia
Ștefan cel Mare (Estêvão o Grande) ou Estêvão III O Grande da Moldávia (1433, Borzești — Suceava, 2 de julho de 1504), foi um príncipe moldavo que governou entre 1457 e 1504. Ficou famoso em toda a Europa em virtude da resistência que ofereceu ao alargamento do Império Otomano. Ștefan travou 46 grandes batalhas e perdeu apenas duas. Tornou a Moldávia (em romeno Moldova) num estado forte e assegurou a sua independência.
Após a sua morte, foi canonizado pela Igreja Ortodoxa Romena.
Em 2006, no programa Mari Români produzido pela televisão romena TVR, Ștefan cel Mare foi eleito por cerca de 40 000 telespectadores como "o maior moldavo de todos os tempos".

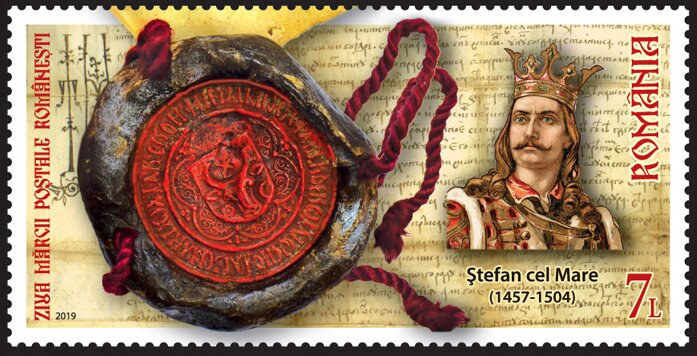
Selo romeno de 2019 com o selo real de Estêvão III